# Skid Row (banda irlandesa)
Skid Row fue una banda irlandesa de blues rock y rock psicodélico fundada en 1967 en Dublín, Irlanda. Con solo cinco años de trayectoria y dos discos publicados fue la primera banda profesional del guitarrista Gary Moore, del vocalista Phil Lynott de Thin Lizzy y del guitarrista Paul Chapman conocido por ser parte de UFO y ser fundador de Lone Star.

## Historia
Fue fundada en octubre de 1967 por el bajista Brendan Shiels tras su salida de The Uptown Band, junto a él se unió el guitarrista Bernard "Bernie" Cheevers proveniente de The Intruders, en la batería Noel Brigdeman y en la voz Phil Lynott. Durante los primeros meses tocaron en varios clubes de Dublín, hasta que a mediados de 1968 Cheevers se retiró de manera voluntaria y para reemplazarlo Shiels llamó al joven guitarrista de dieciséis años, Gary Moore.
Con su llegada comenzaron a escribir canciones y publicaron en 1969 el sencillo «New Places, Old Faces» de manera independiente y que es el único registro de Lynott, ya que al poco tiempo se alejó de la banda para fundar Thin Lizzy. Al año siguiente tuvieron la oportunidad de abrir un concierto de Peter Green, exmiembro de Fleetwood Mac, quién los ayudó a conseguir su primer contrato con el sello CBS Records. Gracias a ello y convertido en un power trio publicaron el disco debut Skid en 1970 que obtuvo el puesto 30 en los UK Albums Chart y que les permitió salir de gira por el Reino Unido abriendo algunos conciertos de Jethro Tull y Curved Air.
En 1971 publicaron 34 Hours, llamado así porque solo se demoraron 34 horas en grabarlo y que ha sido considerado como el mejor disco de la agrupación. Con él llegaron por primera vez a los Estados Unidos como teloneros de los conciertos de Grateful Dead y de Savoy Brown. A finales del mismo año iniciaron la grabación de un nuevo registro de estudio, sin embargo este se vio estancado debido a la salida de Gary para iniciar su carrera en solitario.
En 1972 entró el guitarrista Paul Chapman con quién se finalizó las grabaciones del futuro tercer álbum, pero que nuevamente no salió a la luz por la salida de Chapman y luego que Shiels decidiera poner fin a la banda a mediados del mismo año. Al año siguiente Shiels convocó a otros músicos para reformar la banda, sin embargo el éxito no fue el anterior y por ello creó la agrupación Brush que es prácticamente la continuación de Skid Row. En 1976 el sello Release Records lanzó al mercado el doble álbum en vivo Alive & Kicking bajo el nombre de Skid Row, a pesar de haber sido grabado por Brush. Posteriormente distintos sellos han publicado discos con material inédito, maquetas, o temas en vivo, que no han sido oficializados por el líder Brendan Shiels.

## La compra de derechos del nombre
En 1987 diversos medios de música afirmaron que el nombre de la banda estadounidense de heavy metal Skid Row había sido comprado a la agrupación irlandesa, pero esto no fue corroborado hasta años más tarde. El primero en hablar sobre aquello fue el cantante Jon Bon Jovi, que por ese entonces era encargado de los derechos de publicidad de la banda. Él afirmó que tuvieron que comprar el nombre a Gary Moore por 35 000 dólares por asuntos de derechos de autor. Otro involucrado que habló al respecto fue Sebastian Bach que comentó: «Cuando firmamos con Atlantic Records, Gary oyó sobre ello y nos ofreció el nombre por 35 000. Todos estábamos muy contentos por hacerlo ya que es un buen nombre para una banda. Recuerdo que dije ¡wow, es mucho dinero pero tenemos que comprarlo!».
Esto generó una gran discusión entre Gary y Shiels, puesto que este último afirmó que nunca le consultaron sobre la venta de los derechos y que no recibió parte del dinero. Sin embargo, Shiels aún se presenta en ocasiones bajo el nombre de Brush Skid Row, a pesar de no tener los derechos de autor para utilizar ese apodo.

## Discografía
- 1970: Skid
- 1971: 34 Hours
- 1976: Alive & Kicking (publicado bajo Skid Row pero no fue grabados por ellos)
- 1990: Skid Row - Dublin Gas Comy (disco de demos de 1970)
- 1991: Skid Row - Gary Moore/Brendan Brush/Noel Bridgeman (disco de canciones del tercer álbum no publicado en 1971)
- 2006: Live And On Song (disco de material grabado en las sesiones de la BBC en 1970)

## Miembros
- Brendan Shiels: voz y bajo (1967 - 1972)
- Gary Moore: guitarra eléctrica (1968 - 1971)
- Noel Bridgeman: batería (1967 - 1968, 1970 - 1972)

### Antiguos miembros
- Phil Lynott: cantante (1967 - 1969)
- Bernard Cheevers: guitarra eléctrica (1967 - 1968)
- Paul Chapman: guitarra eléctrica (1972)
- Robbie Brenan: batería (1969)